# اوسژنیکا
اوسژنیکا (به لاتین: Osječenica) یک کوه در بوسنی و هرزگوین است که در بوسانسکی پترواتس واقع شده‌است. اوسژنیکا ۱٬۷۹۸ متر بالاتر از سطح دریا واقع شده‌است.